# Antonio Montes
Pour les articles homonymes, voir Montes.
Antonio Montes Vico, né à Séville (Espagne) le 20 décembre 1876, mort à Mexico (Mexique) le 13 janvier 1907, était un matador espagnol.

## Présentation
Il se présente à Madrid le 13 novembre 1898, combattant en solitaire quatre novillos du duc de Veragua. Il prend l’alternative à Séville le 2 avril 1899 avec comme parrain Antonio Fuentes, face à des taureaux de la ganadería d'Otaolaurruchi ; il la confirme à Madrid le 11 mai 1899 avec comme parrain « Lagartijillo » et comme témoin Emilio Torres « Bombita ».
Nombre de ses contemporains le considéraient comme l’un des plus grands de son époque, bien qu’il ait été largement décrié par d’autres. En fait, il avait une très grande connaissance du taureau et déterminait très vite si son adversaire permettait le succès. Dans la négative, il renonçait à briller et se contentait d’estoquer le taureau sans peine ni gloire. Mais dans l’affirmative, il montrait tout son talent et enthousiasmait ses partisans. D’une certaine manière, il peut être considéré comme un précurseur de Juan Belmonte : il laissait venir à lui le taureau, puis « chargeait la suerte » pieds rivés au sol, donnant ainsi un grand relief à ses passes, tant au capote qu’à la muleta. Mais il était très irrégulier, ne réussissant cette « faena idéale » que de manière épisodique.
Le 13 janvier 1907, dans les arènes de Mexico, il fut gravement blessé lors de l’estocade par le taureau « Matajacas » de la ganadería de Tepeyahualco. Il mourut le 17 du même mois.
Son cadavre fut déposé dans le Panthéon Espagnol de Mexico, en attente de son transfert vers l’Espagne. Mais un incendie se déclara et ce sont donc des cendres qui furent transférées à Séville.